# Trần Hà Liên Phương
Trần Hà Liên Phương là một chuyên gia nghiên cứu trong lĩnh vực Kỹ thuật Y Sinh người Việt Nam. Bà hiện là giảng viên Bộ Môn Kỹ thuật Y Sinh, Trường Đại học Quốc tế, Đại học Quốc gia Thành phố Hồ Chí Minh. Bà là nhà khoa học nữ Việt Nam đầu tiên được vinh danh cùng 14 nhà khoa học nữ quốc tế tại giải thưởng Nhà Khoa học trẻ Tài năng thế giới thuộc hệ thống giải L'Oréal-UNESCO cho phụ nữ trong khoa học.

## Sự nghiệp

### Lĩnh vực nghiên cứu
Lĩnh vực nghiên cứu của Liên Phương là khoa học Dược và Ung thư. Bà từng được vinh danh qua những nghiên cứu về hệ mixen chứa fucoidan trong ứng dụng điều trị và hỗ trợ quan sát mô ung thư tại Việt Nam.
Bà cũng có kế hoạch nghiên cứu sử dụng fucoidan như là polymer trong các hạt nano, một chiết xuất từ rong biển được phát hiện gần đây là có đặc tính chống ung thư và có thể hoạt động như một polymer. Fuicodan do đó sẽ có thể được sử dụng cho mục đích kép là làm chất dẫn xuất cho thuốc và tự thân là thành tố điều trị bệnh.

## Vinh danh
Tại Lễ trao giải L'Oréal-UNESCO cho phụ nữ trong khoa học lần thứ 17 diễn ra vào ngày 18 tháng 03 năm 2015, bà được trao tặng giải "Nhà khoa học trẻ tài năng thế giới" với nghiên cứu về thuốc phá hủy tế bào ung thư.